# Parrocchie civili della Cornovaglia
Questa è una lista delle parrocchie civili della Cornovaglia, Inghilterra.

## Caradon
| - Antony - Boconnoc - Botusfleming - Broadoak - Callington - Calstock - Deviock - Dobwalls and Trewidland - Duloe - Landrake with St Erney | - Landulph - Lanreath - Lansallos - Lanteglos-by-Fowey - Linkinhorne - Liskeard - Looe - Maker-with-Rame - Menheniot - Millbrook | - Morval - Pelynt - Pillaton - Quethiock - Saltash - Sheviock - South Hill - St Cleer - St Dominick - St Germans | - St Ive - St John - St Keyne - St Martin-by-Looe - St Mellion - St Neot - St Pinnock - St Veep - St Winnow - Torpoint | - Warleggan |

## Carrick
| - Chacewater - Cubert - Cuby - Falmouth - Feock - Gerrans - Gwennap - Kea - Kenwyn - Ladock - Mylor | - Penryn - Perranarworthal - Perranzabuloe - Philleigh - Probus - Ruan Lanihorne - St Agnes - St Allen - St Clement - St Erme - St Just in Roseland | - St Michael Penkevil - St Newlyn East - Tregoney - Truro - Veryan |

## Kerrier
| - Breage - Budock - Camborne - Carharrack - Carn Brea - Constantine - Crowan - Cury - Germoe - Grade-Ruan - Gunwalloe | - Gweek - Helston - Illogan - Landewednack - Lanner - Mabe - Manaccan - Mawgan-in-Meneage - Mawnan - Mullion | - Porthleven - Portreath - Redruth - Sithney - St Anthony-in-Meneage - St Day - St Gluvias - St Keverne - St Martin-in-Meneage - Stithians | - Wendron |

## North Cornwall
| - Advent - Altarnun - Blisland - Bodmin - Boyton - Bude-Stratton - Camelford - Cardinham - Davidstow - Egloshayle - Egloskerry - Forrabury and Minster - Helland - Jacobstow - Kilkhampton - Laneast - Lanhydrock - Lanivet - Launcells - Launceston | - Lawhitton Rural - Lesnewth - Lewannick - Lezant - Marhamchurch - Michaelstow - Morwenstow - North Hill - North Petherwin - North Tamerton - Otterham - Padstow - Poundstock - St Breock - St Breward - St Clether - St Endellion - St Ervan - St Eval - St Gennys | - St Issey - St Juliot - St Kew - St Mabyn - St Merryn - St Minver Highlands - St Minver Lowlands - St Stephens by Launceston Rural - St Teath - St Thomas the Apostle Rural - St Tudy - South Petherwin - Stoke Climsland - Tintagel - Tremaine - Treneglos - Tresmeer - Trevalga - Trewen - Wadebridge | - Warbstow - Week St Mary - Werrington - Whitstone - Withiel |

## Penwith
- Gwinear-Gwithian
- Hayle
- Ludgvan
- Madron
- Marazion
- Morvah
- Paul
- Penzance
- Perranuthnoe
- Sancreed
- Sennen
- St Buryan
- St Erth
- St Hilary
- St Ives
- St Just
- St Levan
- St Michael's Mount
- Towednack
- Zennor

## Restormel
- Colan
- Crantock
- Fowey
- Grampound with Creed
- Lanlivery
- Lostwithiel
- Luxulyan
- Mawgan-in-Pydar
- Mevagissey
- Newquay
- Roche
- St Blaise
- St Columb Major
- St Dennis
- St Enoder
- St Ewe
- St Goran
- St Mewan
- St Michael Caerhays
- St Sampson
- St Stephen-in-Brannel
- St Wenn
- Treverbyn
- Tywardreath

## Isole Scilly
- Bryher
- St Agnes
- St Martin's
- St Mary's
- Tresco